# 99 أغنية (فلم هندي)
99 أغنية (بالإنجليزية: 99 Songs) هو فيلم رومانسي موسيقي هندي باللغة الهندية عام 2021 من إخراج فيشويش كريشنامورثي، وشارك في كتابته وإنتاجه أيه آر رحمان (في لافتة إنتاجه الأولى واي إم موفيز)، وبالتالي يظهر لأول مرة في كلا الدورين، بصرف النظر عن تأليف الموسيقى التصويرية الأصلية والأغاني. الفيلم من إنتاج مشترك لشركة إديال إنترتينمنت وتوزيع جيو ستوديوز، ويقوم ببطولته الممثلان الجديدان إيهان بهات وإيديلسي فارغاس في الأدوار الرئيسية، إلى جانب ختم أديتيا وليزا راي ومانيشا كويرالا وغيرهم في الأدوار الداعمة. الفيلم هو قصة حسية عن الفن واكتشاف الذات لمغني يكافح من أجل أن يصبح مؤلف موسيقى ناجحًا.
وكان رحمن قد كتب سيناريو الفيلم في عام 2011، وأعلنت شركة إروس إنترناشيونال في البداية عن خططها لإنتاج الفيلم في أغسطس 2013. بعد انسحاب إيروس من المشروع، أعلن رحمن أنه سينتج الفيلم تحت علامته الخاصة، واي إم موفيز. هذا الفيلم هو أول تجربة إخراجية للمخرج فيشويش، الذي عمل كمخرج إعلانات قبل أن يعرض عليه رحمن إخراج إنتاجه. فيشويش، الذي هو أيضًا موسيقي، معروف بفرقة سكريب الموسيقية التي مقرها مومباي. استمرت عملية كتابة السيناريو ووضع اللمسات الأخيرة حتى أربع سنوات قبل الإعلان الرسمي عن الفيلم في يونيو 2015. تم إجراء عملية اختيار الممثلين من قبل موكيش تشابرا، وتم إجراء حوالي 1000 تجربة أداء حتى اختار صناع الفيلم إيهان وإيديلسي كممثلين رئيسيين.
بدأ إنتاج الفيلم بصمت في مارس 2017 وانتهى خلال عام. تم تصوير الفيلم بشكل مشترك من قبل تاناي ساتام وجيمس كاولي، في حين تولى أكشاي ميهتا وشريس بلتانجدي أعمال التحرير. حوار الفيلم كتبه حسين دلال.
أقيم العرض الأول العالمي لفيلم 99 أغنية في مهرجان بوسان السينمائي الدولي الرابع والعشرين الذي أقيم في بوسان بكوريا الجنوبية، حيث تم عرض الفيلم ضمن فئة السينما المفتوحة في 9 أكتوبر 2019. تم إصدار الفيلم في 16 أبريل 2021.

## طاقم التمثيل
- إيهان بهات بدور جاي
- إديلسي فارغاس بدور صوفيا سينغانيا / صوفي، حبيبة جاي
- تينزين دالها بدور بولو لونججام، صديق جاي
- ليزا راي بدور شيلا
- مانيشا كويرالا بدور عالمة نفس
- وارينا حسين بدور والدة جاي المتوفاة (ظهور ضيف)
- تومسون أندروز
- رانجيت باروت بدور سانجاي سينغانيا (سانجو)، والد صوفي
- راهول رام بدور مدرس موسيقى
- ديوكار بوندير بدور والد جاي المتوفي (ظهور ضيف)
- ريمو فرنانديز
- أشواث بهات بدور رئيس مجلس الإدارة أشواث برابهاكار[7]
- كوروش ديبو بدور مالك متجر الآلات الموسيقية - فورتادوس
- نيل تياجي بدور يونغ جاي
- تشايتنيا شارما بدور ريكي بنجابي
- كونال كامرا

## إنتاج

### تطوير
أعلن إيه آر رحمان الذي أطلق شركته الإنتاجية الجديدة واي إم موفيز في أغسطس 2013، أنه سينتج سيناريو كتبه في عام 2011 (الذي يمثل أول تجربة لرحمان ككاتب سيناريو) وسيتولى أيضًا مسؤولية موسيقى الفيلم. ومن المقرر أن تكون قصة حسية شبابية مبنية على الحب والفن واكتشاف الذات، وستضم مواهب دولية ومحلية. قرر رحمن التعاون مع سونيل لولا من شركة إروس إنترناشيونال لإنتاج الفيلم بشكل مشترك، حيث صرح رحمن قائلاً: "إنها علاقة تمتد لـ 16 عامًا مع إيروس وهذه المرة يتم توسيع الدور قليلاً". على الرغم من أن شركة إيروس استحوذت على بعض أفلام رحمن بما في ذلك Kochadaiiyaan و Lekar Hum Deewana Dil، إلا أن المنتجين انسحبوا من المشروع بسبب القيود المالية، وفي يوليو 2014، أعلن رحمن أنه أنهى مسودة السيناريو ليكون فيلمًا موسيقيًا. وأضاف أنه لن يوجه هذا المشروع، وربما يستعين بفريق أساسي يتمتع بمهارات موسيقية دقيقة.
كان رحمن يخطط لتوقيع عقد مع صانع الأفلام الإعلانية ومغني فرقة سكريب فيشويش كريشنامورثي لإخراج فيلمه الروائي الطويل الأول. أعرب فيشويش، المعروف بإخراج المسلسل التلفزيوني Bring on the Night و The Dewarist، عن اهتمامه أيضًا بصنع فيلم روائي طويل، ولهذا السبب ترك الفرقة الموسيقية.  أعلن رحمن نفس الأمر في ديسمبر 2014 في حفل إطلاق الموسيقى للنسخة الهندية من فيلم I، على الرغم من أنه لم يكشف عن اسم المخرج علنًا. في يونيو 2015، تم تسمية المشروع رسميًا باسم 99 أغنية بعد الانتهاء من عملية كتابة السيناريو واللمسات النهائية والتي استغرقت أربع سنوات. في أغسطس 2015، تم التأكيد على أن القصة ستكون محملة بالموسيقى، مع موسيقى تصويرية من تأليف رحمن. ومع ذلك، لن يكون الفيلم سيرة ذاتية عنه، لكنه يعرض رحلة مغني يكافح، مع المشاكل التي يواجهها في سعيه ليصبح ملحنًا ناجحًا، كما قال رحمن في مقابلة، وأضاف أن الفيلم سيكون له قصة حب تميل إلى الفن والعاطفة وإدراك القدرات الحقيقية.

## موسيقى
تم تأليف الموسيقى التصويرية والموسيقى الخلفية للفيلم بواسطة أي.أر. رحمان.  الألبوم الذي كان في مرحلة الإنتاج منذ عام 2015، يتكون من 14 مقطوعة موسيقية أصلية لكل لغة (الهندية والتاميلية والتيلجو). كلمات النسخة الهندية الأصلية صاغها نافنيت فيرك وأبهاي جودبوركار وديلشاد شابير شيخ ورافتار ومونا شوكت، بينما كلمات النسخة التاميلية كتبها مادهان كاركي وثاماراي ومشوك الرحمن ونسخة التيلجو صاغها أنانثا سريرام وراكندو مولي.
أصبح ألبوم 99 أغنية أول ألبوم موسيقى تصويرية هندي يتم إصداره بتقنية دولبي أتموس. بعد خمس أغنيات فردية - "Sai Shirdi Sai"،  أغنية الموضوع من الفيلم بعنوان "The Oracle"  تم إصدار النسختين الذكورية والأنثوية من "Jwalamukhi"  و"Teri Nazar" - في 5 أبريل 2019، و14 و20 و26 فبراير و13 مارس 2020، وتم إصدار الموسيقى التصويرية الكاملة بالكامل بواسطة سوني ميوزيك الهند في 20 مارس 2020. 
أطلق رحمن قائمة تشغيل النسخة التاميلية في 24 مارس 2021، مع إصدار الألبوم في 26 مارس، والنسخة التيلجو في 2 أبريل.  وقد تبع ذلك حدث ترويجي لإطلاق كلا الموسيقى التصويرية في الأيام المعنية.

## روابط خارجية
- 99 أغنية على موقع IMDb (الإنجليزية)
- 99 أغنية على موقع روتن توميتوز (الإنجليزية)
- 99 أغنية على موقع قاعدة بيانات الفيلم (الإنجليزية)
- 99 أغنية على موقع ليتربوكسد (الإنجليزية)
- 99 أغنية على موقع كينوبويسك (الروسية)